# Minneapolis, Kansas
Minneapolis là một thành phố thuộc quận Ottawa, tiểu bang Kansas, Hoa Kỳ. Năm 2010, dân số của xã này là 2032 người.

## Dân số
Dân số các năm:
- Năm 2000: 2046 người
- Năm 2010: 2032 người